# Barrio el Atorón
Barrio el Atorón är en ort i Mexiko.   Den ligger i kommunen Atotonilco el Grande och delstaten Hidalgo, i den sydöstra delen av landet, 120 km norr om huvudstaden Mexico City. Barrio el Atorón ligger 1 937 meter över havet och antalet invånare är 240.
Terrängen runt Barrio el Atorón är kuperad. Runt Barrio el Atorón är det ganska tätbefolkat, med 70 invånare per kvadratkilometer. Närmaste större samhälle är Atotonilco el Grande, 13,3 km söder om Barrio el Atorón. I omgivningarna runt Barrio el Atorón växer huvudsakligen savannskog.